# Paulias Matane
Sir Paulias Matane (né en 1931 et mort en décembre 2021), ancien fonctionnaire de carrière, fut Gouverneur général de Papouasie-Nouvelle-Guinée du 29 juin 2004 au 13 décembre 2010.

## Biographie
Il fut élu à ce poste par le Parlement le 27 mai 2004, recevant 50 voix, alors que son adversaire Pato Kakeraya recevait 46 voix. La tentative d'élire un gouverneur-général avait échoué à plusieurs reprises pendant six mois avant l'élection de Matane pour des raisons constitutionnelles sur le procédé de nomination; bien que Matane ait été jugé apte, la polémique continue, car Kakaraya avait apporté une pétition à la cour suprême de Papouasie-Nouvelle-Guinée pour infirmer l'élection.
Sa réélection à un second mandat en 2010 fut tout aussi controversée. Le premier ministre et le speaker (président du Parlement) étaient en désaccord quant à la procédure de nomination, et Matane fut nommé par le gouvernement du premier ministre Michael Somare, qui invoqua l'article 87(5) de la Constitution, arguant que Matane disposait clairement du soutien d'une majorité de députés, et qu'un vote à bulletin secret n'était donc pas requis.
Le 10 décembre, sa nomination fut invalidée par les tribunaux, et il quitta ses fonctions le 13. Sir Michael Ogio lui succéda.
Paulias Matane a écrit beaucoup de livres en un anglais délibérément extrêmement simple, se concentrant en partie sur ses propres voyages d'outre-mer, afin de persuader les Papou-Néo-Guinéens que les livres sont une source utile d'information et qu'ils ne devraient pas les considérer comme quelque chose seulement pour des étrangers.[réf. nécessaire]